# Ельсеїд Хюсай
Ельсеїд Хюсай (алб. Elseid Hysaj, нар. 2 лютого 1994, Шкодер) — албанський футболіст, захисник клубу «Лаціо» та національної збірної Албанії.
Виступав, зокрема, за клуб «Емполі», «Наполі»  а також національну збірну Албанії.

## Клубна кар'єра
У дорослому футболі дебютував 2011 року виступами за команду клубу «Емполі», в якій провів чотири сезони, взявши участь у 98 матчах чемпіонату. Більшість часу, проведеного у складі «Емполі», був основним гравцем захисту команди.
До складу клубу «Наполі» приєднався 2015 року. Відтоді встиг відіграти за неаполітанську команду 17 матчів в національному чемпіонаті.

## Виступи за збірні
У 2010 році дебютував у складі юнацької збірної Албанії, взяв участь у 3 іграх на юнацькому рівні.
Протягом 2013–2014 років залучався до складу молодіжної збірної Албанії. На молодіжному рівні зіграв у 4 офіційних матчах.
У 2013 році дебютував в офіційних матчах у складі національної збірної Албанії. Наразі провів у формі головної команди країни 16 матчів.
У 2016 році, на Євро-2016, у першому матчі віддав своїм партнерам 3 неймовірних передачі, але через погану реалізацію, паси не стали гольовими.
| Дата       | Місто      | Господарі  | Результат | Гості    | Турнір            | Голи | Примітки |
| ---------- | ---------- | ---------- | --------- | -------- | ----------------- | ---- | -------- |
| 6-2-2013   | Тирана     | Албанія    | 2 – 1     | Грузія   | товариський матч  | -    | 61'      |
| 22-3-2013  | Осло       | Норвегія   | 0 – 1     | Албанія  | Відбір до ЧС 2014 | -    | 79'      |
| 26-3-2013  | Тирана     | Албанія    | 4 – 1     | Литва    | товариський матч  | -    | 78'      |
| 7-6-2013   | Тирана     | Албанія    | 1 – 1     | Норвегія | Відбір до ЧС 2014 | -    | 89'      |
| 15-11-2013 | Анталья    | Албанія    | 0 – 0     | Білорусь | товариський матч  | -    | 81'      |
| 4-6-2014   | Будапешт   | Угорщина   | 1 – 0     | Албанія  | товариський матч  | -    |          |
| 8-6-2014   | Серравалле | Сан-Марино | 0 – 3     | Албанія  | товариський матч  | -    | 82'      |
| 7-9-2014   | Авейру     | Португалія | 0 – 1     | Албанія  | Відбір до ЧЄ 2016 | -    |          |
| 11-10-2014 | Ельбасан   | Албанія    | 1 – 1     | Данія    | Відбір до ЧЄ 2016 | -    |          |
| 14-10-2014 | Белград    | Сербія     | 0 – 3     | Албанія  | Відбір до ЧЄ 2016 | -    |          |
| 14-11-2014 | Ренн       | Франція    | 1 – 1     | Албанія  | товариський матч  | -    |          |
| 18-11-2014 | Генуя      | Італія     | 1 – 0     | Албанія  | товариський матч  | -    | 74'      |
| 29-3-2015  | Ельбасан   | Албанія    | 2 – 1     | Вірменія | Відбір до ЧЄ 2016 | -    |          |
| 13-6-2015  | Ельбасан   | Албанія    | 1 – 0     | Франція  | товариський матч  | -    |          |
| 8-10-2015  | Ельбасан   | Албанія    | 0 – 2     | Сербія   | Відбір до ЧЄ 2016 | -    |          |
| 11-10-2015 | Єреван     | Вірменія   | 0 – 3     | Албанія  | Відбір до ЧЄ 2016 | -    |          |
| Усього     |            | Матчів     | 16        |          | Голів             | 0    |          |

## Титули і досягнення
- Володар Кубка Італії (1):

«Наполі»: 2019-20